# Dumbletoniella ellipticae
Dumbletoniella ellipticae là một loài côn trùng cánh nửa trong họ Aleyrodidae, phân họ Aleyrodinae.
Dumbletoniella ellipticae được Dumbleton miêu tả khoa học đầu tiên năm 1956.